# ノルム線型空間
数学におけるノルム線型空間（ノルムせんけいくうかん、英: normed vector space; ノルム付きベクトル空間、ノルム付き線型空間）または短くノルム空間は、ノルムの定義されたベクトル空間を言う。
各成分が実数の、二次元あるいは三次元のベクトルからなる空間では、直観的にベクトルの「大きさ」（長さ）の概念が定義できる。この直観的アイデアを任意有限次元の実数ベクトル空間 Rn に拡張するのは容易い。ベクトル空間におけるそのようなベクトルの大きさは以下のような性質を持つ:
- 零ベクトル 0 は大きさ零、そのほかのベクトルは正の大きさを持つ。
- ベクトルを正数倍すると、向きはそのままに大きさだけが変化する。
- 三角不等式を満足する。つまり、ベクトルの大きさを距離と見て、点 A から点 B を経由しての点 C まで行くときの距離は直接 A から C まで行く距離よりも短くなることはない（任意の二点間の最短距離は直線距離である）。

これらの三性質をより抽象的なベクトル空間へ一般化することでノルムの概念は与えられる。ノルム空間（および半ノルム空間）は線型代数学および函数解析学の研究の中核である。

## 定義
ノルム体 K 上のノルム線型空間とは、K-線型空間 V と V 上のノルム ‖ • ‖ の組 (V, ‖ • ‖) を言う。ノルムは以下の性質
1. 半正値性: {\displaystyle \|x\|\geq 0\ (\forall x\in V),\quad \|x\|=0\iff x=0}
2. 斉次性: {\displaystyle \|\alpha x\|=|\alpha |\|x\|\quad (\forall x\in V,\alpha \in K)}
3. 劣加法性（三角不等式）: {\displaystyle \|x+y\|\leq \|x\|+\|y\|\quad (\forall x,y\in V)}

を満たす実数値函数 ‖ • ‖: V → R であった。またこの三条件を、最初の条件のうち ‖ x ‖ = 0 ⇒ x = 0 を除いてすべて満足するものは半ノルムと呼ばれ、V と半ノルム p との組 (V, p) は同様に半ノルム空間と呼ばれる（半ノルム空間についての詳細は半ノルムおよび局所凸空間も参照のこと）。
文脈上、どの（半）ノルムを考えているか明らかで紛れのおそれの無い場合には、‖ • ‖ や p を落として、単に（半）ノルム空間 V のように書く。
三角不等式に関して、以下のような変形版
逆向きの三角不等式: {\displaystyle \|x-y\|\geq {\bigl |}\,\|x\|-\|y\|\,{\bigr |}}
も有用である。これはベクトルのノルムが連続写像であることも示している。
注意すべきは、条件 2. は係数体上の「ノルム」の取り方に依存することである。係数体が実数体 R（やより一般に複素数体 C の部分体）であるときには、普通は通常の絶対値をとるが、ほかの選択も可能である。例えば Q-線型空間上で |•| を p-進ノルムとすることができ、異なるノルム空間のクラス（p-進ノルム空間）が生じる。

## 位相構造
(V, ‖ • ‖) がノルム空間ならば、ノルム ‖ • ‖ は距離函数（および距離の概念）を誘導し、V 上の位相を定義する。この距離函数は自然な仕方で定義される（すなわち、二つのベクトル u, v の絶対差 ‖ u − v ‖ で与えられる）。この位相は、ちょうど ‖ • ‖ を連続にする最弱の位相であり、以下の性質
1. ベクトルの加法（英語版） +: V × V → V はこの位相に関して二変数の連続写像である（これは三角不等式から直接に従う）。
2. スカラー乗法 ⋅: K × V → V はこの位相に関して二変数の連続写像である（これは三角不等式とノルムの斉次性から従う）。ここに K は V の係数体とする。

が成り立つという意味で V の線型構造とも両立する。
同様に、半ノルム空間においても p(u − v) とおけば擬距離空間の構造が入り、連続性や極限などの概念を定義することができるようになる。もう少し抽象的に言えば、任意の半ノルム空間は位相線型空間であり、半ノルムの誘導する位相構造が入る。
特別な興味がもたれるのは完備なノルム空間で、バナッハ空間と呼ばれる。任意のノルム線型空間 V は適当なバナッハ空間に稠密部分空間として含まれる。そのようなバナッハ空間は V に対して本質的に一意に定まり、V の完備化と呼ばれる。
有限次元線型空間の全てのノルムは、それが同じ位相を誘導するという位相的な観点から同値である（ただし、得られる距離空間は同じとは限らない）。また、任意のユークリッド空間は完備であるから、任意の有限次元ノルム空間がバナッハであることが帰結できる。ノルム空間 V が局所コンパクトとなるための必要十分条件は、単位球体 B = {x : ‖ x ‖ ≤ 1} がコンパクトとなることであり、それはまた V が有限次元であることと同値である（これはリースの補題の帰結である）。実はより一般の結果として「位相線型空間が局所コンパクトとなるための必要十分条件は、それが有限次元となることである」が成り立つ。
半ノルム空間の位相は多くの良い性質を満足する。零ベクトル 0 の近傍系 N(0) は、各点 x の近傍系を
{\displaystyle {\mathcal {N}}(x)=x+{\mathcal {N}}(0):=\{x+N\mid N\in {\mathcal {N}}(0)\}\quad (x+N:=\{x+n\mid n\in N\})}
とおくことにより構成できる。さらに、併呑凸集合からなる 0 の近傍基が存在する。この性質があることは函数解析学において有用であり、ノルム空間を一般化する概念としてこの性質を満足するような位相線型空間を局所凸空間と呼ぶ。

## 線型写像と双対空間
ノルム空間の間の写像で最も重要なのは、連続な線型写像である。すべてのノルム空間とそれらの間のすべての連続線型写像は圏を成す。
ノルムはそのベクトル空間上の連続函数であり、また有限次元線型空間の間の任意の線型写像は連続である。
二つのノルム空間の間の等距写像 (isometry) は、線型写像 f でノルムを保つものを言う（すなわち、‖ f(v) ‖ = ‖ v ‖ (∀v ∈ V)）。等距写像は常に連続かつ単射である。ノルム空間 V と W の間の全射等距写像は等距同型写像と言い、V と W とは互いに等距同型であると言う。等距同型なノルム空間は実用上は同じものと考えられる。
ノルム空間について考えるとき、双対空間の概念に関する議論はそのノルムも勘案した意味で言う。すなわち、ノルム空間 V の双対空間 V′ は V から係数体（それは普通実数体 R または複素数体 C）への連続線型写像（この場合、線型写像のことを（線型）汎函数と言う）。汎函数 φ のノルムは、V の全ての単位ベクトル（ノルム 1 のベクトル）v に亙って取った |φ(x)| の上限（上限ノルム）として定義される。これにより双対空間 V′ はノルム空間となる。ノルム空間上の連続線型汎函数に関する重要な定理に、ハーン–バナッハの定理がある。

## 半ノルム空間の商
多くのノルム空間（特にバナッハ空間）の定義として、まずベクトル空間上に半ノルムを定義して、それから半ノルム 0 の元の成す部分空間による商空間としてノルム空間を作るという方法が見られる。例えば、Lp-空間は
{\displaystyle \|f\|_{p}={\Bigl (}\int |f(x)|^{p}\;dx{\Bigr )}^{1/p}}
で定義される函数を半ノルムとする、右辺のルベーグ積分が定義されて有限となる函数全体の成す線型空間である。ただし、ルベーグ測度に関する零集合上に台を持つ任意の函数は、半ノルム 0 である。そのような函数の全体は部分空間を成すが、その部分空間で「割って」しまえば、それらの函数は全て零函数に同値とすることができる。

## ノルム空間の有限直積
n 個の半ノルム空間 (Xi, qi) が与えられたとき、ノルム空間としての直積空間は、ベクトル空間としては
{\displaystyle X:=\prod _{i=1}^{n}X_{i}=X_{1}\times X_{2}\times \dotsb \times X_{n}}
は元ごとの和
{\displaystyle (x_{1},\ldots ,x_{n})+(y_{1},\ldots ,y_{n}):=(x_{1}+y_{1},\ldots ,x_{n}+y_{n})}
とスカラー倍
{\displaystyle \alpha (x_{1},\ldots ,x_{n}):=(\alpha x_{1},\ldots ,\alpha x_{n})}
で与えられる直積である。さらにその上に函数
{\displaystyle q\colon X\to \mathbb {R} }
を例えば
{\displaystyle q\colon (x_{1},\ldots ,x_{n})\mapsto \sum _{i=1}^{n}q_{i}(x_{i})}.
と定めれば、この q は X 上の半ノルムとなる。これがノルムとなるための必要十分条件は、任意の qi がノルムとなることである。
より一般に、任意の実数 p ≥ 1 に対して半ノルム
{\displaystyle q\colon (x_{1},\ldots ,x_{n})\to {\Bigl (}\sum _{i=1}^{n}q_{i}(x_{i})^{p}{\Bigr )}^{1/p}}
を得ることができる。どの p についてもこの半ノルムから得られる位相空間は同じである。
初等的な線型代数学の直接的な議論により、自明な半ノルムを備えたノルム空間の直積空間として生じるノルム空間は有限次元半ノルム空間に限ることが示せる。その帰結として、半ノルム空間のより興味深い例や応用の多くは無限次元線型空間に対して起きる。